# Sotés
Sotés ist ein Dorf und eine Gemeinde (municipio) mit 260 Einwohnern (Stand: 2024) im Nordosten der spanischen Autonomen Region La Rioja. Sie gehört zum Weinbaugebiet der Rioja Baja.

## Lage und Klima
Sotés liegt etwa 18 km (Fahrtstrecke) westsüdwestlich der Provinzhauptstadt Logroño in einer Höhe von ca. 670 m. Durch den Norden der Gemeinde führt die Autovía A-12. Das Klima ist gemäßigt bis warm; Regen (ca. 633 mm/Jahr) fällt überwiegend im Winterhalbjahr.

## Bevölkerungsentwicklung
| Jahr      | 1970 | 1981 | 1991 | 2001 | 2011 | 2021 |
| Einwohner | 380  | 316  | 294  | 254  | 291  | 276  |

## Wirtschaft
In früheren Jahrhunderten lebten viele Einwohner des Ortes weitgehend als Selbstversorger direkt oder indirekt (als Handwerker und Gewerbetreibende) von der in der Umgebung betriebenen Landwirtschaft. 

## Sehenswürdigkeiten

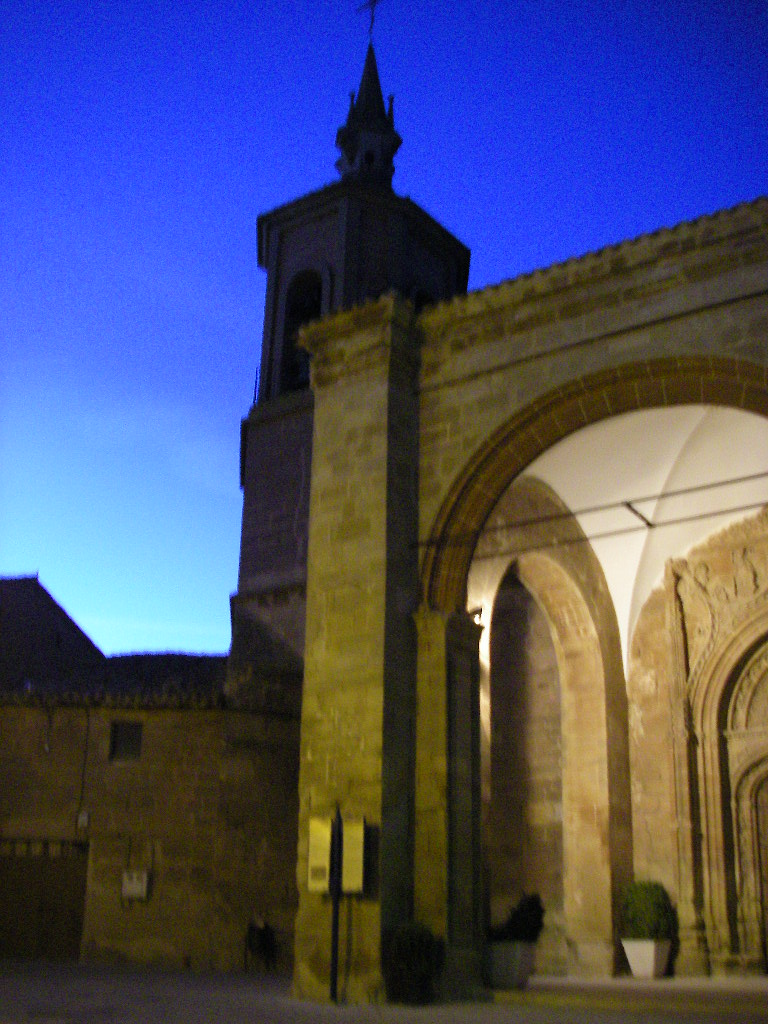
Martinskirche

- Martinskirche

## Persönlichkeiten
- Domingo Dulce y Garay (1808–1869), General